# Phare de Kolka
Le phare de Kolka (en letton : Kolkas bāka) est un phare actif qui est situé au nord du Cape Kolka (en) , sur une île artificielle, dans la région de Kurzeme en Lettonie. Il est géré par les autorités portuaires de Ventspils. Il marque le point le plus à l'est du détroit d'Irbe.
Il est considéré comme monument culturel de Lettonie.

## Histoire
Une première station temporaire a été érigée en 1875, sur cette zone, pour remplacer un bateau-phare qui y stationnait depuis 1858. Une île artificielle a été construite pour y mettre en service le phare actuel, avec ses dépendances, en 1884. Elle est située à 6 km au nord-est du cap Kolka.

## Description
Le phare est une tour cylindrique rouge à claire-voie de 21 mètres de haut, avec double galerie et lanterne rouge au dôme noir. Son feu isophase émet à une hauteur focale de 20 mètres, trois éclats blancs toutes les 10 secondes. Sa portée nominale est de 10 milles nautiques (environ 19 km).
Identifiant : ARLHS : LAT-006 - Amirauté : C-3478 - NGA : 12212 - Numéro Lettonie : UZ-410 .

## Caractéristique duFeu maritime
Fréquence : 10 secondes (W-W)
- Lumière : 1 seconde
- Obscurité : 1 seconde
- Lumière : 1 seconde
- Obscurité : 7 secondes

|                |
| Détroit d'Irbe |

|          |
| Le phare |

### Lien connexe
- Liste des phares de Lettonie